# František Kuna
František Kuna (18. července 1935 Kunovice – 25. února 1996) byl československý a český zápasník–judista, civilním povolením lesní inženýr, v letech 1994–1996 starosta města Bruntálu. 

## Sportovní kariéra
V judem resp. její formou sebeobrany v Československu známé jako džiu-džitsu se začal seznamovat při studiu Střední lesnické školy v Trutnově počátkem padesátých let dvacátého století. Kurzy probíhaly pod metodickým dohledem Vladimíra Lorenze z hradeckého judistického oddílu Spartak ZVÚ.
V roce 1955 získal svůj první republikový titul za královéhradecký Spartak ZVÚ mezi muži a jako náhradník (sparingpartner) jel na své první mistrovství Evropy v Paříži. Po maturitě roku 1955 se hlásil na Lesnickou fakultu Vysoké školy zemědělské v Brně a kvůli studiu omezil sportovní přípravu. Krátce závodil za brněnský klub TJ Spartak Brno ZJŠ. V roce 1958 byl v nominaci na akademické mistrovství Evropy 1958 ve francouzském Sainte-Maxime, ale kvůli zranění nakonec na mistrovství nestartoval.
Studium na brněnské lesnické fakultě dokončil v roce 1960 (titul Ing.). Po promoci nastoupil základní vojenskou službu k armádnímu judistickému sportovnímu družstvu Dukla do Plzně k trenéru Jiřímu Synkovi. Pod trenérským vedením Synka se vrátil do reprezentace. V roce 1961 startoval v amatérské třídě lehké váhy do 68 kg na mistrovství Evropy v Miláně a postupem do semifinále si s předstihem zajistil minimálně bronzovou medaili. V semifinále prohrál nakonec s druhým Francouzem André Bourreauem. V roce 1962 tento úspěch zopakoval na mistrovství Evropy v západoněmeckém Essenu. Postupem do semifinále si zajistil s předstihem bronzovou medaili a k lepšímu výsledku, postupu do finále, mu zabránil opět Francouz Bourreau. Po návratu do civilu se judu již nevěnoval a časem se vytratil i z povědomí československé judistické komunity. 
Pracoval v lesním hospodářství, byl technologem lesního závodu v Žamberku, později působil na Bruntálsku. V roce 1981 byl vedoucím těžebního střediska. Po sametové revoluci v roce 1989 se věnoval i politické, zastupitelské činnosti, byl členem KDU-ČSL. Od prosince 1994 byl až do své smrti v únoru 1996 starostou Bruntálu.

### Výsledky
| Mistrovství Evropy | DNS | —  | — | —   | — | —  | 3. | 3. |
| Akademické MS /AME |     |    |   | DNS |   |    |    |    |
| Mistrovství ČSSR   | 1.  | 2. | — | 3.  | — | 2. | 2. | 1. |